# Khoum
Khoum (chum) (od ar. خمس – piąty) – moneta zdawkowa używana w Mauretanii jako 1/5 ugiji (wyjątkowy przypadek oprócz madagaskarskiej iraimbilanji, bez podziału waluty na części dziesiętne lub setne w przypadku monety rozmiennej). Zamiast cyfry na monecie figuruje określenie słowne (خمس).
W obiegu występuje jedynie moneta o nominale 1 chum, wybita po raz pierwszy w 1973 roku, wymieniana w stosunku 5 starych franków CFA = 5 chum = 1 ugija. Wskutek dewaluacji pieniądza najniższy praktycznie używany nominał stanowi moneta wartości 5 ugija. W grudniu 2017 ogłoszono denominację ugii od 1 stycznia 2018 według kursu 1:10, co miało prowadzić do zwiększenia obiegu monety o wartości jednego chum. Końcowy termin wymiany starych monet ustalono na 31 grudnia 2018 r.